# Afrikaanse filosofie
De Afrikaanse filosofie kan in vier trends opgedeeld worden;
- etnofilosofie
- filosofische wijsheid
- nationalistisch-ideologische filosofie
- professionele filosofie

Eigenlijk is het perfect mogelijk om de Afrikaanse filosofie samen te vatten in slechts een van deze vier. Daarom is het beter deze vier onderdelen kandidaten voor de positie van de Afrikaanse filosofie te noemen.

## Etnofilosofie
De etnofilosofie houdt zich bezig met het vastleggen van in Afrikaanse culturen aangetroffen overtuigingen.
Zo'n benadering behandelt de Afrikaanse filosofie als bestaande uit een aantal gedeelde opvattingen, als een gedeelde wereldbeschouwing.
Het ziet de filosofie eerder als een onderdeel van gemeenschappelijke eigendom, dan als een activiteit voor het individu.

## Filosofische wijsheid
De filosofische wijsheid is een soort individualistische vorm van de etnofilosofie, waarbij men het gedachtegoed van bepaalde bijzondere leden van de maatschappij vastlegt.
Het uitgangspunt is hier dat hoewel de meeste samenlevingen een zekere overeenstemming in overtuigingen en gedrag eisen van hun leden, enigen van die leden een hoog niveau van kennis van en inzicht in de wereldbeschouwing van hun cultuur bereiken.
Zulke mensen staan bekend als wijzen en soms stijgen ze uit boven louter kennis en inzicht, maar komen ze tot bespiegeling en onderzoek; het doel van de filosofische wijsheid.
Een eerste zorg is dat niet alle bespiegelingen en onderzoeken filosofisch zijn. Bovendien zouden, als de Afrikaanse filosofie enkel in termen van filosofische wijsheid zou worden gedefinieerd, de gedachten van de wijzen geen Afrikaanse filosofie kunnen zijn.
Dit omdat ze de gedachten van de andere wijzen niet vastlegden.
Ook lijkt volgens deze opvatting het enige verschil tussen niet-Afrikaanse antropologie en Afrikaanse filosofie de nationaliteit van de onderzoeker te zijn.
Het probleem met zowel etnofilosofie als filosofische wijsheid is dat er een belangrijk onderscheid is tussen filosofie en de geschiedenis van ideeën.
Hoe belangwekkend de overtuigingen van een volk als de Akan of de Yoruba ook mogen zijn voor een filosoof, het zijn en blijven opvattingen, geen filosofie.
Ze filosofie noemen is niks anders dan een bijbetekenis van die term gebruiken, zoals in mijn filosofie is leven en laten leven.

## Nationalistisch-ideologische filosofie
Deze vorm van de Afrikaanse filosofie zou als een bijzonder geval van filosofische wijsheid kunnen gezien worden, waarbij ideologen in plaats van wijzen het subject zijn. We zouden haar ook kunnen zien als een professionele politieke filosofie.
In elk van beide gevallen rijst hetzelfde probleem: we moeten een onderscheid blijven maken tussen ideologie en filosofie, tussen een verzameling van ideeën en een bijzondere wijze van redeneren.

## Professionele filosofie
Professionele filosofie is de opvatting dat filosofie een bepaalde manier van denken, bespiegelen en redeneren is; dat zo'n denkwijze betrekkelijk nieuw is voor (het grootste deel van) Afrika, en dat Afrikaanse filosofie moet groeien in termen van het filosofische werk dat door Afrikanen wordt verricht en (misschien niet exclusief) wordt toegepast op Afrikaanse aangelegenheden.
Dit type antwoorden zou het intuïtieve antwoord zijn van de meeste westerse filosofen op de vraag wat is Afrikaanse filosofie?
Over de eeuwen heen is de filosofische kennis overgedragen via mondelingen verhalen. De Ifa geschriften zijn een van de weinige overleveringsverhalen die deels op papier gezet zijn. Die geschriften zijn gebaseerd op de verhalen van Orunmila. De Afrikaanse filosofie is vergeleken met de Westerse filosofie door Sophie Bósèdé Olúwolé in het boek Socrates en Òrúnmìlà. Sophie is een invloedrijke Nigeriaanse filosoof die een groot aantal boeken heeft geschreven. In 2014 was zij een van de G8-filosofen van filosofie magazine.

## Besluit
Etnofilosofen proberen aan te tonen dat Afrikaanse filosofie karakteristiek is door het 'Afrikaanse' sterk te beklemtonen
en de 'filosofie' bijna uit het oog te verliezen.
Hun voornaamste rivalen zijn de professionele filosofen, die van oordeel zijn dat Afrikaanse filosofie zich moet ontwikkelen uit onderzoek, gedaan door Afrikanen. Ze zetten dus het 'filosofische' in de schijnwerpers, waarbij het 'Afrikaanse' naar achteren wordt gedrongen. Dit risico is echter geenszins onvermijdelijk, zoals veel Afrikaanse filosofen hebben bewezen.

## Lijst van Afrikaanse filosofen
- Kwame Anthony Appiah
- Mubabinge Bilolo
- Peter Bodunrin
- Fabien Eboussi Boulaga
- Souleymane Bachir Diagné
- Kwame Gyekye
- Meinrad P. Hebga
- Paulin J. Hountondji
- Alexis Kagame
- Lansana Keita
- Teodros Kiros
- Issiaka-Prosper L. Laléyê
- Jacob Emmanuel Mabe
- Achille Mbembe
- John S. Mbiti
- Valentin Y. Mudimbe
- Ebénézer Njoh-Mouelle
- Tshiamalenga Ntumba
- Sophie Oluwole
- Oshita O. Oshita
- Theophilus. Okere
- Nkombe Oleko
- Henry Odera Oruka
- Chukwudum B. Okolo
- Oshita O. Oshita
- Léopold Sédar Senghor
- Tsenay Serequeberhan
- Marcien Towa
- Ernest Wamba dia Wamba
- Kwasi Wiredu